# Presidente Vargas (Manaus)
Presidente Vargas é um bairro do município brasileiro de Manaus, capital do estado do Amazonas. Localiza-se na Zona Sul da cidade. De acordo com o censo do Instituto Brasileiro de Geografia e Estatística (IBGE), sua população era de 7 944 habitantes em 2010.
No bairro é as sede de uma das maiores escolas de Samba Manauara, a GRES Presidente Vargas, que todo ano leva centenas de foliões ao Sambódromo.

## Dados do bairro
- Total da População (2012): 22.000
- Total de Domicílios (2000): 1.128
- Região Administrativa: III - Zona Sul

## Religiosidade
A Padroeira do bairro é Santa Luzia, onde no dia 13 de cada mês os moradores e devotos se encontram na Paróquia do bairro para realizar sua novena e no dia 13 de dezembro ocorre a grande procissão que inicia na Igreja local.